# Karkinorhynchus bruneti
Karkinorhynchus bruneti is een platworm (Platyhelminthes). De worm is tweeslachtig. De soort leeft in het zoute water.
Het geslacht Karkinorhynchus, waarin de platworm wordt geplaatst, wordt tot de familie Karkinorhynchidae gerekend. De wetenschappelijke naam van de soort werd voor het eerst geldig gepubliceerd in 1970 door Schilke.